# La Tronche
La Tronche è un comune francese di 6 596 abitanti situato nel dipartimento dell'Isère della regione dell'Alvernia-Rodano-Alpi.
Il comune si trova a nord-est di Grenoble ed è interamente inglobato nella sua area metropolitana.

## Società

### Evoluzione demografica
Abitanti censiti